# Ishidacantha
Ishidacantha is een geslacht van uitgestorven slangsterren uit de familie Ophiacanthidae. Vertegenwoordigers van dit geslacht zijn slechts als fossiel bekend.

## Soorten
- Ishidacantha fuersichi Thuy, 2013 †
- Ishidacantha hirokoae Thuy, 2013 †
- Ishidacantha trispinosa (Hess, 1965) †